# あの家に暮らす四人の女
『あの家に暮らす四人の女』（あのいえにくらすよにんのおんな）は、三浦しをんの小説。2015年7月10日に中央公論新社から単行本が刊行され、2018年6月22日に中公文庫から文庫本が刊行された。
2019年9月30日にテレビ東京系でテレビドラマ化された。

## あらすじ
東京杉並の古い洋館に住む刺繍作家の牧田佐知と母の鶴代、佐知の友人の谷山雪乃と、雪乃の後輩の上野多恵美。同じ敷地内に長年住み続ける山田一郎も交わり、笑いと珍事に事欠かない牧田家の日々だったが、洋館にある“開かずの間”を開けたことをきっかけに、平穏な日常がにわかに変化していく。家族のようで家族でない人々の、奇妙で不思議でかしましくも和やかな日々の物語。

## テレビドラマ
2019年9月30日にテレビ東京系でスペシャルテレビドラマとして放送された。主演は中谷美紀。

### キャスト
- 牧田佐知 - 中谷美紀
- 上野多恵美 - 吉岡里帆
- 本条宗一 - 中村蒼
- 立花修 - 橋本さとし
- 雨森勇樹 - 金井浩人
- 三上翔太 - 前原滉
- 警察官 - 井上肇
- 平井 - 高橋洋
- マスター - 川瀬陽太
- 強盗 - 川畑和雄
- 谷山雪乃 - 永作博美
- 梶啓介 - 要潤
- 山田一郎 - 田中泯
- 牧田鶴代 - 宮本信子

吉満寛人、すぎやまたくや、上杉二美、野間洋子、須永千重、牧野莉佳、青木鉄仁、小豆畑雅一、佐野美幸、小磯聡一朗、世奈、高石明日香、花吉真佑

### スタッフ
- 原作 - 三浦しをん『あの家に暮らす四人の女』（中央公論新社 刊）
- 脚本 - 吉田紀子
- 監督 - 深川栄洋
- 音楽 - 福廣秀一朗
- ナレーター - 萩原聖人
- タイトル・出演者ロールの飾り文字 - 宮沢光華
- 特殊造型 - 下畑和秀
- 刺繍監修・指導 - 蓬莱和歌子
- フードコーディネーター - 住川啓子
- フラワーコーディネーター - 峰亜由美
- 絵本製作 - 野嵜貴子
- アクションコーディネーター - KEIZO
- ロケ協力 - 旧足立正別邸、富士の国やまなしフィルムコミッション
- 資料提供- 東宝ステラ・日映アーカイブ
- ポスター画像提供 - 東映「昭和残侠伝 死んで貰います」
- 技術協力 - アップサイド、パナソニック映像
- 照明協力 - APEX
- 美術協力 - KHKアート、高津装飾美術
- スタジオ - 緑山スタジオ・シティ
- チーフプロデューサー - 中川順平（テレビ東京）
- プロデューサー - 黒沢淳（テレパック）、雫石瑞穂（テレパック）
- 制作 - テレビ東京、テレパック